# Abe Yoshinori
Yoshinori Abe (sinh ngày 10 tháng 9 năm 1972) là một cầu thủ bóng đá người Nhật Bản.

## Sự nghiệp câu lạc bộ
Yoshinori Abe đã từng chơi cho Verdy Kawasaki, Vegalta Sendai, Tosu Futures, Shonan Bellmare và Kawasaki Frontale.